# بهتر از این نمی‌شه
بهتر از این نمی‌شه (به انگلیسی: As Good as It Gets) فیلمی در ژانر درام، عاشقانه، کمدی به کارگردانی جیمز ال. بروکس است. این فیلم آمریکایی محصول سال ۱۹۹۷ برندهٔ جایزه گلدن گلوب بهترین فیلم موزیکال یا کمدی در همان سال شد. بازیگران این فیلم شامل جک نیکلسون و هلن هانت می‌باشند که هر دو برای ایفای نقش خود برندهٔ اسکار و گلدن گلوب نقش اول شدند. این فیلم دومین فیلم پردرآمد برای جک نیکلسون پس از بتمن (۱۹۸۹) بود.